# Polonia en los Juegos Paralímpicos
Polonia en los Juegos Paralímpicos está representada por el Comité Paralímpico Polaco, miembro del Comité Paralímpico Internacional.
Ha participado en 14 ediciones de los Juegos Paralímpicos de Verano, su primera presencia tuvo lugar en Heidelberg 1972. El país ha obtenido un total de 776 medallas en las ediciones de verano: 277 de oro, 271 de plata y 228 de bronce.
En los Juegos Paralímpicos de Invierno Polonia ha participado en 12 ediciones, siendo Örnsköldsvik 1976  su primera aparición en estos Juegos. El país ha conseguido un total de 45 medallas en las ediciones de invierno: 11 de oro, 6 de plata y 28 de bronce.

## Medallero

### Por edición
| Evento                                | Oro | Plata | Bronce | Total |
| ------------------------------------- | --- | ----- | ------ | ----- |
| Heidelberg 1972                       | 14  | 12    | 7      | 33    |
| Toronto 1976                          | 24  | 17    | 12     | 53    |
| Arnhem 1980                           | 75  | 50    | 52     | 177   |
| Nueva York 1984 Stoke Mandeville 1984 | 46  | 39    | 21     | 106   |
| Seúl 1988                             | 23  | 25    | 33     | 81    |
| Barcelona 1992                        | 10  | 12    | 10     | 32    |
| Atlanta 1996                          | 13  | 14    | 8      | 35    |
| Sídney 2000                           | 19  | 22    | 12     | 53    |
| Atenas 2004                           | 10  | 25    | 19     | 54    |
| Pekín 2008                            | 5   | 12    | 13     | 30    |
| Londres 2012                          | 14  | 13    | 9      | 36    |
| Río de Janeiro 2016                   | 9   | 18    | 12     | 39    |
| Tokio 2020                            | 7   | 6     | 11     | 24    |
| París 2024                            | 6   | 8     | 9      | 23    |
| TOTAL                                 | 277 | 271   | 228    | 776   |

| Evento              | Oro | Plata | Bronce | Total |
| ------------------- | --- | ----- | ------ | ----- |
| Örnsköldsvik 1976   | 0   | 0     | 0      | 0     |
| Geilo 1980          | –   | –     | –      | –     |
| Innsbruck 1984      | 3   | 2     | 8      | 13    |
| Innsbruck 1988      | 1   | 1     | 6      | 8     |
| Albertville 1992    | 2   | 0     | 3      | 5     |
| Lillehammer 1994    | 2   | 3     | 5      | 10    |
| Nagano 1998         | 0   | 0     | 2      | 2     |
| Salt Lake City 2002 | 1   | 0     | 2      | 3     |
| Turín 2006          | 2   | 0     | 0      | 2     |
| Vancouver 2010      | 0   | 0     | 1      | 1     |
| Sochi 2014          | 0   | 0     | 0      | 0     |
| Pyeongchang 2018    | 0   | 0     | 1      | 1     |
| Pekín 2022          | 0   | 0     | 0      | 0     |
| TOTAL               | 11  | 6     | 28     | 45    |

### Por deporte
| Evento                     | Oro | Plata | Bronce | Total |
| -------------------------- | --- | ----- | ------ | ----- |
| Atletismo                  | 117 | 108   | 96     | 321   |
| Baloncesto DI              | 0   | 0     | 1      | 1     |
| Ciclismo                   | 5   | 7     | 4      | 16    |
| Esgrima en silla de ruedas | 10  | 15    | 11     | 36    |
| Halterofilia               | 5   | 2     | 3      | 10    |
| Levantamiento de potencia  | 7   | 6     | 6      | 29    |
| Natación                   | 116 | 114   | 87     | 317   |
| Piragüismo                 | 1   | 0     | 1      | 2     |
| Tenis de mesa              | 14  | 11    | 12     | 37    |
| Tiro                       | 0   | 1     | 1      | 2     |
| Tiro con arco              | 2   | 5     | 4      | 11    |
| Voleibol                   | 0   | 2     | 2      | 4     |
| TOTAL                      | 277 | 271   | 228    | 776   |

| Evento         | Oro | Plata | Bronce | Total |
| -------------- | --- | ----- | ------ | ----- |
| Biatlón        | 0   | 0     | 1      | 1     |
| Esquí alpino   | 0   | 0     | 8      | 8     |
| Esquí de fondo | 11  | 6     | 19     | 36    |
| TOTAL          | 11  | 6     | 28     | 45    |